# História da Federação Russa
A História da Federação Russa inicia-se com a sua independência após a dissolução da União Soviética em dezembro de 1991. A Rússia era a maior das 15 repúblicas que formavam a União Soviética, acumulava mais de 60% do PIB e mais da metade da população. Os russos dominaram o exército soviético e o Partido Comunista. Assim, a Rússia foi amplamente aceita como o estado sucessor da ex-URSS nos assuntos diplomáticos e tornou-se membro permanente do Conselho de Segurança das Nações Unidas.
Apesar dessa aceitação, a Rússia pós-soviética carecia do poder militar, político e econômico da URSS. A Rússia conseguiu fazer com que as ex-repúblicas soviéticas entregassem voluntariamente as armas nucleares, concentrando-as assim sob o comando da força aérea ainda ativa, mas a maioria do exército e marinha russa foram imersas na confusão em 1991. Antes da dissolução formal da União Soviética, Boris Iéltsin é eleito presidente da Rússia em Junho de 1991 na primeira eleição direta presidencial na história russa. Em outubro de 1991, quando a Rússia estava à beira da independência, Iéltsin anunciou que o país iria avançar com uma reforma radical rumo a uma economia de mercado ao longo das linhas do "big bang" polaco, também conhecido como terapia de choque.
Hoje, a Rússia ainda tem um pouco da cultura política e estrutura social de seu passado soviético.

## O desmantelamento do comunismo

### Terapia de choque

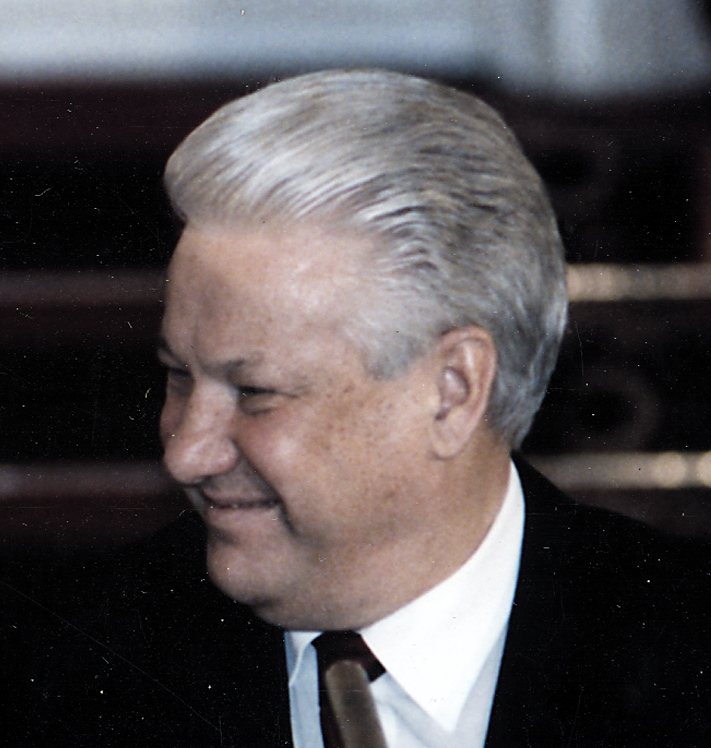
Boris Iéltsin.

A conversão da maior economia do mundo controlada por um Estado em uma economia de mercado foi extremamente difícil, independentemente das políticas escolhidas. As políticas escolhidas para essa transição foram estabilização, liberalização e privatização. Essas políticas foram baseadas no programa neoliberal do "Consenso de Washington", do FMI, do Banco Mundial e do Departamento do Tesouro dos Estados Unidos.
Os programas de liberalização e estabilização foram desenhados pelo vice-primeiro-ministro de Ieltsin, Yegor Gaidar, um economista liberal de 35 anos inclinado para uma reforma radical e bem conhecido como um defensor da "terapia de choque". Uma terapia de choque começou dias após a dissolução da União Soviética, quando a 2 de janeiro de 1992, o presidente russo Boris Iéltsin ordenou a liberalização do comércio exterior, os preços e a moeda. Isso levou à eliminação dos controles de preços da Era Soviética, a fim de trazer bens para as reservas vazias da Rússia. Fez-se desaparecer as barreiras legais ao mercado privado e a fabricação, e reduziu os subsídios às explorações agrícolas do estado e das indústrias, permitindo importações estrangeiras para o mercado russo, tentando assim quebrar o poder dos monopólios estatais locais.
Os resultados parciais de liberalização (a remoção dos controles de preços) levaram ao agravamento da hiperinflação (depois que o Banco Central, órgão sob o controle do parlamento, que era cético em relação as reformas de Ieltsin, não tinha dinheiro e renda para financiar a sua dívida) e grande parte da indústria russa estava à beira da falência.
O processo de liberalização iria criar vencedores e perdedores, dependendo em qual posição estava organizado os diversos setores industriais, as classes sociais, faixas etárias, grupos étnicos, regiões e outros setores da sociedade russa. Alguns se beneficiaram da abertura à concorrência, enquanto outros foram duramente atingidos. Entre os vencedores, estava a nova classe de empresários e comerciantes do mercado negro que tinham surgido sob a perestroika de Mikhail Gorbachev. Mas a liberalização dos preços fez com que os idosos e outras pessoas com rendas fixas sofressem um declínio acentuado nos padrões de vida, e muitas pessoas veriam uma vida inteira de poupança exterminada.
Com a inflação a taxas de dois dígitos por mês, a estabilização da macroeconomia foi caracterizada por controlar esta tendência. A estabilização, também chamada de ajuste estrutural, foi um regime de rigorosa austeridade (política monetária apertada e uma política fiscal para a economia, que o governo procurou controlar a inflação). No âmbito do programa de estabilização, o governo permitiu que muitos preços flutuassem, as taxas de juros subiram para níveis recordes, os novos impostos aumentaram fortemente, cortou drasticamente os subsídios do governo para a indústria e construção, e fez cortes maciços nos gastos do estado destinados para o bem-estar. Estas políticas causaram privação generalizada, já que muitas empresas estatais ficaram sem financiamento. Muitas indústrias foram fechadas e houve uma grande depressão.
A base do programa era de reduzir as pressões inflacionárias inerentes a tal forma que os produtores teriam de começar a tomar decisões razoáveis em matéria de produção, preços e investimentos ao invés de utilizar recursos em excesso (um problema cujo resultado foi a escassez de bens de consumo na União Soviética nos anos 1980). Os reformadores tinham a intenção de criar uma estrutura de incentivos da economia onde a eficiência e o risco foram recompensados e o desperdício e negligência seriam penalizados. Eliminando as causas da inflação crônica, os arquitetos da reforma preconizavam que era um pré-requisito para todas as outras reformas: a hiperinflação arruinaria a democracia e o progresso econômico. Alegaram também que só através da estabilização do orçamento do Estado faria com que o governo continuasse a desmantelar a economia planificada soviética e criar uma nova Rússia capitalista.

### Depressão econômica e decadência social

Economia russa desde a queda da União Soviética.

A economia russa afundou em uma profunda depressão em meados dos anos 1990, que se tornou maior, devido ao colapso de 1998, e começou a se recuperar entre 1999-2000. O declínio da economia russa foi mais grave que a Grande Depressão nos Estados Unidos em termos de Produto Interno Bruto, que quase paralisou o capitalismo mundial depois de 1929. Isso é quase metade da grave queda catastrófica após a Primeira Guerra Mundial, a queda do czarismo e a Guerra Civil Russa
A consequência mais importante da reforma econômica foi o aumento acentuado nas taxas de pobreza e desigualdade econômica, que cresceram consideravelmente desde o fim da era soviética . Estimativas do Banco Mundial com base em dados macroeconômicos e levantamentos de rendimentos e despesas familiares indicaram que, embora em 1988 apenas 1,5% da população vivia em situação de pobreza (definida com rendimentos abaixo do equivalente a US$ 25 por mês), em meados de 1993, se situava entre 39% e 49% da população vivendo na pobreza..  O rendimento médio mensal domiciliar per capita caiu de  $72 a $32. A renda per capita caiu mais 15% em 1998, segundo dados do governo.
Os indicadores de saúde pública mostraram um declínio dramático. Em 1999, a população total caiu cerca de três quartos de um milhão de pessoas. Enquanto isso, a expectativa de vida dos homens caiu de 64 em 1990 para 57 em 1994 e das mulheres de 75 a 71. Os fatores de saúde e o aumento do número de mortes não naturais (como homicídios, suicídios e acidentes causados por um aumento do desrespeito à segurança), principalmente nos jovens contribuiu para esta tendência. Em 2004, a expectativa de vida foi maior do que depois da crise em 1994, mas ainda permaneceu abaixo do nível de 1990.
As mortes relacionadas ao alcoolismo aumentaram 60% em 1990. Mortes por doenças infecciosas e parasitárias cresceram 100%, principalmente porque os medicamentos não estavam mais acessíveis para os pobres. Atualmente, existem aproximadamente 1,5 vezes mais mortes do que nascimentos por ano na Rússia.
Embora a escassez da oferta de bens de consumo característico da década de 1980 deixou de existir, não só devido à abertura do mercado russo às importações no início dos anos 1990, mas também devido ao empobrecimento da população russa na década de 1990. Os russos em rendas fixas (a grande maioria dos trabalhadores), viram seu poder aquisitivo reduzido drasticamente, de modo que não podiam comprar quase nada.
Em 2008, a renda média subiu para mais de US$ 600 por mês, em evidência da ligeira recuperação nos últimos anos graças principalmente aos altos preços do petróleo. Mas o aumento da renda não está sendo distribuído uniformemente. As desigualdades sociais aumentaram fortemente durante a década de 1990 com o Coeficiente de Gini, por exemplo, que atingiu 40%. As diferenças de renda na Rússia são quase tão grandes como as do Brasil, que têm sido o líder mundial em termos de desigualdades, e essas disparidades econômicas regionais no nível de pobreza ainda seguem crescendo consideravelmente.

### Reação contra a reforma
A reforma estrutural diminuiu o padrão de vida para muitos grupos da população. Por isso, criou uma forte oposição política. A democratização abriu os canais políticos que permitiram que a frustração baixasse, de modo que se transformou em votos para os candidatos anti-reforma, em especial para o Partido Comunista da Federação Russa e seus aliados no parlamento. Os eleitores russos capazes de votar em partidos de oposição nos anos 1990, muitas vezes rejeitaram as reformas econômicas e ansiavam pela estabilidade e segurança pessoal da era soviética. Foram grupos em que naquela época tinham aproveitado os benefícios do controle do salário e do controle de preços pelo Estado, os altos custos para subsidiar certos setores da economia, a proteção da concorrência de empresas estrangeiras, e programas de assistência social.
Durante os anos de Iéltsin na década de 1990, esses grupos estavam bem organizados, declararam a sua oposição às reformas através de sindicatos fortes, associações de diretores de empresas estatais, e grupos políticos cujos principais constituintes estavam entre os mais vulneráveis a reforma. Um tema constante na história da Rússia nos anos 1990 foi o conflito entre reformadores econômicos e aqueles que eram hostis ao novo capitalismo.

### Reforma por decreto
Em 2 de janeiro de 1992, Iéltsin, atuando como seu próprio primeiro-ministro, aprovou por decreto os aspectos mais controversos da reforma econômica, contornando assim o Soviete Supremo da Rússia e o Congresso dos Deputados do Povo, que foram eleitos em Junho de 1991, antes da dissolução da União Soviética. Isto salvou Iéltsin de ter que discutir e acordar sobre as perspectivas dos parlamentares, e acabou com as esperanças de qualquer conversa significativa sobre o caminho que deveria tomar o país. Em retrospecto, além do grande preço pago pelos russos por causa dessas decisões autoritárias, estas nem seguer ajudaram o país na transição para economia de mercado.
Em qualquer caso, a reforma radical teve que enfrentar algumas críticas barreiras políticas. Na era soviética, o Banco Central ainda era subordinado ao conservador Soviete Supremo em oposição à presidência. No auge da hiperinflação nos anos 1992-1993, o Banco Central tentou realmente atrapalhar as reformas com a impressão de dinheiro em um período inflacionário. Afinal, o governo russo ficou curto de receitas e foi obrigado a imprimir dinheiro para financiar sua dívida. Como resultado, a inflação tornou-se uma hiperinflação, e a economia russa  prosseguiu em uma grave recessão.

## Confronto de poderes, 1993-1996

### A crise constitucional de 1993

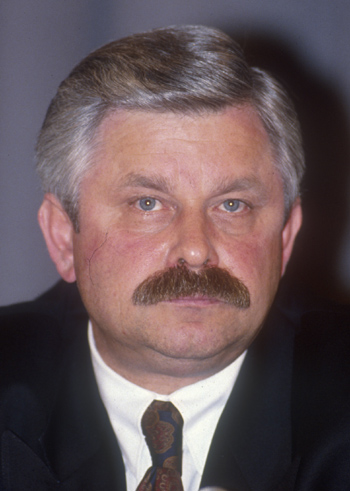
Alexander Rutskoi.

A luta para o centro do poder na Rússia pós-soviética e a natureza das reformas econômicas culminaram com uma crise política e derramamento de sangue de 1993. A Iéltsin, que representava a privatização radical, estava em oposição o parlamento. Confrontado com a oposição e ameaçado de impeachment, Iéltsin "dissolveu" o parlamento, no que poderia ser descrito como um golpe de Estado em 21 de setembro e ordenou novas eleições e um referendo sobre uma nova Constituição. O parlamento declarou Iéltsin fora de seu cargo e Aleksandr Rutskoi foi nomeado como presidente no dia 22 de Setembro. A tensão cresceu rapidamente e os problemas vieram à tona após os motins nas ruas de 2 e 3 de Outubro. Em 4 de outubro, Iéltsin ordenou que as forças especiais e de elite do Exército tomasse o edifício do parlamento, a "Casa Branca", como era conhecido. Com tanques opondo as poucas armas de fogo dos defensores parlamentares, e uma multidão de manifestantes desarmados, não houve dúvidas sobre o resultado. Rutskoi, Ruslan Khasbulatov e outros parlamentares se renderam e foram imediatamente detidos e encarcerados. Números oficiais apontam 187 mortos e 437 feridos (com vários homens mortos e feridos do lado do presidente).
Assim, o período de transição da era pós-soviética chegou ao fim. Aprovou-se uma nova Constituição por referendo em dezembro de 1993. A Rússia começou a ter um forte sistema presidencial. A privatização Radical continuou. Os ex-líderes parlamentares foram libertados sem julgamento em 26 de fevereiro de 1994, mas recusaram-se a realizar um papel político mais tarde. Apesar de seus confrontos com o executivo retomaram eventualmente, os poderes do restaurado parlamento russo reforçou-se consideravelmente.

### Primeira Guerra da Chechênia

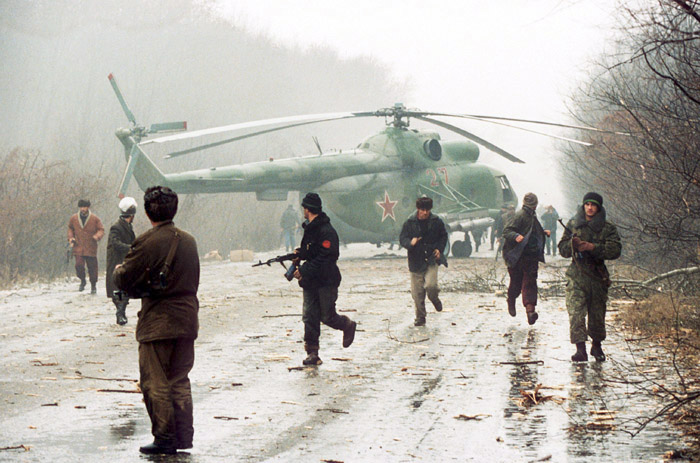
Um helicóptero russo aterrissando em Grozni em dezembro de 1994.

Em 1994, Iéltsin enviou 40.000 soldados para impedir que a Chechênia, região produtora de petróleo localizada no Cáucaso, se separasse da Rússia. Os chechenos, que viviam a 1.600 km ao sul de Moscou e eram predominantemente muçulmanos, se gabavam de séculos de sua capacidade de desafiar os russos. Dzhokhar Dudayev, o Presidente Nacional da República da Chechênia, foi levado a tomar a sua república da Federação Russa e declarou a independência da Chechênia em 1991. A Rússia viu-se envolvida rapidamente em um atoleiro como os Estados Unidos na Guerra do Vietnã. Quando os russos atacaram a capital chechena de Grozny, durante as primeiras semanas de janeiro de 1995, cerca de 25.000 civis foram mortos durante os ataques aéreos e fogos de artilharia. O uso maciço de artilharia e ataques aéreos foi a estratégia dominante da campanha russa. Ainda assim, os rebeldes chechenos tomaram centenas de reféns russos, enquanto causavam perdas humilhantes contra as tropas desmoralizadas e mal equipadas da Rússia. No final do ano, as tropas russas não tinham conseguido capturar a capital chechena.
Os russos finalmente conseguiram ganhar o controle de Grozny, em fevereiro de 1995, após uma dura batalha. Em agosto de 1996, Iéltsin concordou com um cessar-fogo com os líderes chechenos e um tratado de paz foi formalmente assinado em maio de 1997. No entanto, o conflito foi retomado em 1999, tornando assim o acordo de paz de 1997, sem sentido. Desta vez a revolta foi brutalmente esmagada por Vladimir Putin. Os separatistas chechenos continuam a exercer resistência à presença da Rússia até atualmente.

## Os projetos de "empréstimos por ações" e a ascensão dos "oligarcas"
As novas oportunidades capitalistas apresentadas pela abertura da economia russa no final dos anos 1980 e início de 1990 afetaram os interesses de muitas pessoas. Enquanto o sistema soviético estava sendo desmontado, chefes bem colocados e tecnocratas do Partido Comunista, da KGB, e do Komsomol (Liga da Juventude Soviética) estavam lucrando com o seu poder e os privilégios da era soviética. Alguns silenciosamente liquidaram os bens de sua organização e esconderam em contas no exterior as receitas e investimentos. Outras criaram bancos e outros negócios na Rússia, aproveitando as suas posições privilegiadas para ganhar contratos exclusivos com o governo e licenças para aquisição de créditos financeiros e materiais a preços artificialmente baixos, os subsidiados pelo estado, a fim de realizar negócios na alta dos preços, no valor de mercado. Grandes fortunas foram feitas quase de noite para o dia.
O programa de privatizações foi profundamente corrupto, desde o início. O mundo ocidental em geral defendeu um rápido desmantelamento da economia planificada da União Soviética para pavimentar o caminho para as "reformas de mercado livre", mas mais tarde discordaram sobre o poder e a corrupção dos "oligarcas". Alguns chamaram essa onda de "capitalismo nomenklatura". Na época do governo de Iéltsin realizou-se reformas radicais, os "capitalistas nomenklatura" já haviam sido estabelecidos como poderosos.
Posteriormente, a privatização de empresas estatais deu a muitos daqueles que tinham enriquecido início dos anos 1990 uma oportunidade de converter seu dinheiro em ações de empresas privatizadas. O governo Iéltsin esperava usar a privatização para expandir tanto quanto possível, sua possessão de ações de antigas empresas estatais, obtendo, assim, apoio político para seu governo e suas reformas.
O governo usou um sistema de vouchers gratuitos como forma de dar o pontapé inicial da privatização em massa. Mas também permitiu que as pessoas comprassem participações em empresas privatizadas com dinheiro. O governo encerrou a fase de privatização voucher e começou a privatização do dinheiro, com a elaboração de um programa que acreditava que iria acelerar a privatização e, ao mesmo tempo dar o dinheiro que muito necessitava.
Segundo o plano, que rapidamente se tornou conhecido no Ocidente como "empréstimos de ações", o regime de Iéltsin leiloava pacotes substanciais de ações de algumas das empresas mais desejáveis, tais como energia, telecomunicações e metalurgia como garantia para empréstimos bancários.
Em troca de empréstimos, Iéltsin frequentemente deu bens valiosos. Sob os termos dos acordos, se o governo Iéltsin não devolvesse o empréstimo em setembro de 1996, o credor poderia se tornar proprietário do título e poderia vendê-lo ou adquirir uma posição equivalente na empresa. O primeiro leilão ocorreu no outono de 1995. Normalmente feito de modo a limitar o número de propostas para ações dos bancos, conseguindo manter o preço das ações extremamente baixos. No verão de 1996, grandes pacotes de ações em algumas das maiores empresas russas haviam sido transferidas para um pequeno número de grandes bancos, que permitiu a estes poderosos bancos tornarem-se proprietários de um número significativo de ações de grandes empresas a preços surpreendentes baixos.
A concentração do imenso poder financeiro e industrial, que os empréstimos para as ações tinham assistido, foi estendido aos meios de comunicações de massa. Um dos mais proeminentes dos barões financeiros, Boris Berezovsky, que controlava grandes participações em diversos bancos e empresas, exerceu uma ampla influência sobre a programação de televisão estatal por um tempo. Berezovsky e outros poderosos e influentes magnatas, que controlavam esses grandes impérios de finanças, indústria, energia, telecomunicações e mídia se tornaram conhecidos como os "oligarcas russos". Junto com Berezovsky, Mikhail Khodorkovski, Roman Abramovich, Vladimir Potanin, Vladimir Bogdanov, Rem Viakhirev, Vagit Alekperov, Viktor Chernomyrdin, Viktor Vekselberg, e Mikhail Fridman surgiram como oligarcas mais poderosos e importantes da Rússia.
Uma pequena camarilha que usou suas conexões construídas durante os últimos anos da Era Soviética para saquear os vastos recursos da Rússia durante as privatizações selvagens dos anos Iéltsin, os oligarcas, emergiram como os homens mais odiados do país. O mundo ocidental em geral defendeu um rápido desmantelamento da economia planificada da União Soviética para abrir caminho para "reformas de livre mercado", mas depois expressou desapontamento com o novo poder e a corrupção dos "oligarcas". Hoje, na Rússia, os oligarcas controlam mais de 85% dos principais da empresas privadas da nação.
A corrupção abrange a área das relações sociais na nova Rússia. Hoje o que resta daqueles são os traficantes de drogas e os líderes do crime organizado (Ver também: Máfia Russa). Entre eles, está um pequeno exército de extorsistas que sairam das ruínas do sistema socialista.

## A crise de 1998

### Colapso financeiro
A recessão mundial de 1998, que começou com a crise financeira asiática em julho de 1997, agravaram a crise econômica na Rússia. Dado o subseqüente declínio nos preços mundiais de materias-primas, principalmente das cidades dependentes de sua exportação (ou seja, de exportação de petróleo) estiveram entre as mais atingidas. O declínio acentuado dos preços do petróleo teve graves consequências para a Rússia. A crise política atingiu o pico em março, quando Iéltsin de repente demitiu o primeiro-ministro Viktor Chernomyrdin e todo o seu gabinete em 23 de março. Iéltsin nomeou como primeiro-ministro um tecnocrata praticamente desconhecido, o ministro de Energia, Sergei Kiriyenko de 35 anos. Em um esforço para apoiar a moeda e conter a perda de capital, Kiriyenko subiu as taxas de juros até 150%. O FMI aprovou um empréstimo de emergência de 22,6 bilhões de dólares em 13 de Julho. Apesar disso, os pagamentos de juros mensais na Rússia ainda era muito superior dos recursos fiscais mensais. Percebendo que a situação era insustentável, os investidores continuaram a fugir da Rússia. Semanas após, a crise financeira foi retomada quando o valor do rublo caiu novamente. Em 17 de agosto, o governo Kiriyenko e o banco central foram obrigados a suspender os pagamentos da dívida externa da Rússia por 90 dias, a reestruturação da dívida de toda a nação, e desvalorizar o rublo. O rublo iniciou uma queda livre, e os russos procuraram freneticamente comprar dólares. O investimento estrangeiro caiu para fora do país, e a crise financeira causou uma fuga de capitais sem precedentes na Rússia.

### Crise Política
A crise financeira produziu uma crise política quando Iéltsin, e sem o apoio interno, se deparou com uma reforçada oposição encorajada no parlamento. Uma semana depois, em 23 de agosto, Iéltsin demitiu Kiriyenko e declarou sua intenção de pôr Chernomyrdin no cargo, já que o país estava caindo na mais profunda crise econômica. Os poderosos homens de negócios, temendo uma nova rodada de reformas que poderiam causar falências em empresas, contentaram com a queda de Kiriyenko, como fizeram os comunistas.
Iéltsin, que começou a perder o seu apoio e ver a sua saúde deteriorar-se, queria Chernomyrdin de volta, mas a assembleia legislativa não deu sua aprovação. Após o Duma rejeitar a candidatura de Chernomydin pela segunda vez, Iéltsin, vendo diminuído claramente seu poder, retrocedeu. Em vez disso, designou um ministro dos Negócios Estrangeiros Yevgeni Primakov, que foi aprovado esmagadoramente pela Duma, em 11 de setembro.
A nomeação de Primakov devolveu a estabilidade política, porque era visto como um candidato de consenso capaz de resolver as diferenças entre grupos opostos na Rússia. Primakov prometeu fazer o pagamento dos salários e pensões vencidas que foram a primeira prioridade do seu governo, e convidou os membros das várias facções parlamentares no seu gabinete.
Os sindicalistas e os comunistas fizeram uma greve geral a nível nacional em 7 de outubro e exigiram a renúncia do presidente Iéltsin. Em 9 de outubro, a Rússia, que também estava sofrendo de uma safra ruim, apelou para a ajuda humanitária internacional, incluindo a alimentos.

### Recuperação
A Rússia recuperou-se do colapso financeiro de 1998 com uma velocidade incrível. A recuperação se deve principalmente ao rápido aumento no período de 1999-2000 dos preços mundiais do petróleo. Outra razão foi que as indústrias nacionais foram beneficiadas da desvalorização, o que provocou um aumento acentuado dos preços dos bens importados. Além disso, uma vez que a economia russa operava principalmente através da troca e outros meios de intercambio não-monetários, o colapso financeiro não teve um impacto tão grande em muitos produtores como poderia ter em uma economia dependente do sistema bancário. Finalmente, a economia foi ajudada por uma infusão de dinheiro, e as empresas puderam pagar as suas dívidas e taxas de preto, o que permitiu a demanda por bens de consumo e os serviços da indústria russa cresceram. Pela primeira vez em muitos anos, o desemprego em 2000 caiu, porque as empresas passaram a contratar trabalhadores.
No entanto, o equilíbrio político e social se manteve numa posição difícil ainda hoje. A economia segue sendo suscetível a queda se, por exemplo, os preços mundiais do petróleo sofrerem um declínio dramático.

## Crise de sucessão, 1999-2000
Yevgeni Primakov não ficou muito tempo no cargo. A administração de Iéltsin começou a suspeitar que Primakov não estava usando uma política pró-ocidental, tornando-se popular, e despediu-o em maio de 1999, após apenas oito meses no cargo. Então, nomeou em seu lugar Sergei Stepashin, que tinha sido chefe do FSB (agência sucessora da KGB dos Assuntos Internos) e mais tarde, Ministro do Interior. A Duma confirmou a nomeação, na primeira votação por uma larga margem.
O mandato de Stephashin foi ainda menor do que Primakov. Em agosto de 1999, Iéltsin novamente indeferiu o primeiro-ministro e nomeou Vladimir Putin como candidato. Como Stephashin, Putin teve uma formação no serviço de inteligência, fez sua carreira no serviço exterior e mais tarde foi chefe do FSB. Iéltsin estava tão certo de que Putin continuaria a sua política que inclusive chegou a decidir que poderia ser seu sucessor como presidente. A Duma deu uma votação apertada para Putin.
Quando nomeado, Putin foi um político relativamente desconhecido, mas rapidamente se estabeleceu na opinião pública e na consideração de Iéltsin como um líder de governo no qual poderia confiar em grande parte devido à Segunda Guerra da Chechênia. Poucos dias depois que Iéltsin nomeou Putin como candidato a primeiro-ministro, as forças chechenas atacaram o exército russo no Daguestão, república autonoma da Rússia, perto da Chechênia. No mês seguinte, centenas de pessoas morreram quando foram explodidos edifícios de apartamentos em Moscou e outras cidades. Estes atos desumanos cometidos por terroristas chechenos. Em resposta, o exército russo entrou na Chechênia no final de setembro de 1999, iniciando a Segunda Guerra Chechena. Alarmada com os atos terroristas, a opinião pública apoiou amplamente a guerra. O apoio resultou na crescente popularidade de Putin, que planejou as operações decisivas no conflito.
Após o sucesso das forças políticas próximas de Putin nas eleições parlamentares de dezembro de 1999, Iéltsin confiava o suficiente em Putin que renunciou à presidência em 31 de dezembro, seis meses antes do término de seu mandato. Isso fez com que Putin atuasse como presidente e lhe deu uma grande oportunidade de se posicionar como favorito para a eleição presidencial russa de 2000, da qual obteve vitória. A guerra na Chechênia apareceu com destaque durante a campanha. Em fevereiro de 2000, as tropas russas entraram em Grozny, a capital chechena, e uma semana antes da eleição, Putin voou para a Chechênia em um avião de combate, declarando vitória.

## Governo Putin, 2000-2008 e 2012-presente

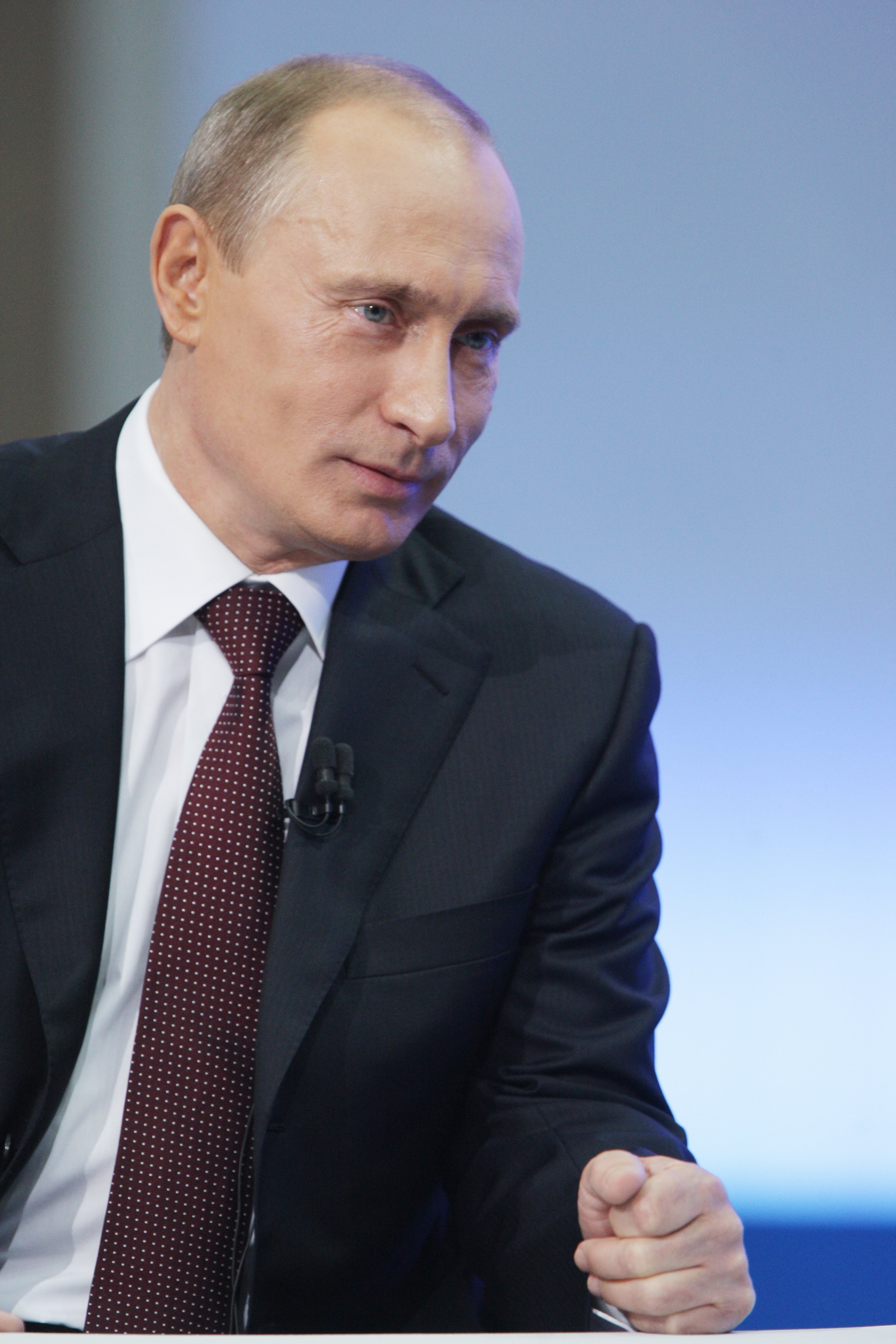
Vladimir Putin.

Em agosto de 2000, o submarino russo Kursk explodiu e afundou no Mar de Barents. A Rússia organizou uma vigorosa tentativa de salvar a tripulação,  e todo o esforço foi completamente inútil e foi cercado por segredo profissional, sem explicação. Esta reação lenta para o evento e, especialmente, a ajuda externa oferecida para resgatar a tripulação, fez crescerem muitas críticas contra o governo e especificamente contra o presidente Putin.
Em 23 de outubro de 2002, terroristas chechenos tomaram o teatro Dubrovka, em Moscou. Mais de 700 pessoas foram feitas reféns no que foi chamado de a crise de reféns no teatro de Moscou. Os terroristas exigiam a retirada imediata das forças russas da Chechênia e ameaçaram explodir o prédio se as autoridades estivessem tentando entrar. Três dias depois, os comandos da Rússia tomaram em assalto o edifício depois que os reféns tinham sido reduzidos com gás, atirado contra os militantes que ficaram inconscientes. O gás, que as autoridades russas recusaram a identificar, foi identificada como a causa da morte de cerca de 115 reféns.
Depois do cerco do teatro, Putin começou com força renovada a tentar eliminar os insurgentes chechenos. (Para detalhes adicionais sobre a guerra da Chechênia sob a presidência de Putin, veja: Segunda Guerra da Chechênia). O governo cancelou a retirada prevista de tropas, cercou os campo de refugiados chechenos com soldados e aumentou a frequência ataques a posições separatistas.
Os militantes chechenos responderam na mesma moeda, acelerando as operações de guerrilha e ataques com mísseis a helicópteros federais. Em maio de 2004, os terroristas chechenos mataram Akhmad Kadirov, que foi eleito presidente da Chechênia em oito meses antes em uma eleição realizada pelas autoridades russas. Em 24 de agosto de 2004, dois aviões russos foram bombardeados. Este foi seguido pelo massacre na escola de Beslan, onde terroristas chechenos tomaram 1.300 reféns, incluindo crianças, pais e professores.
A política do governo neste período de luta contra a corrupção tem levado a várias investigações criminais de alguns oligarcas muito influentes (Vladimir Gusinsky, Boris Berezovsky e Mikhail Khodorkovski, em particular) que obtiveram grandes valores do Estado, de forma totalmente ilegal, durante o processo de privatização. Gusinsky e Berezovsky foram forçados a abandonar a Rússia, deixando parte dos seus recursos. Khodorkovski foi condenado por evasão fiscal e preso com a conseqüente perda de seus bens, incluindo a empresa YUKOS, a maior produtora de petróleo da Rússia. Ninguém pode afirmar que a posição de Putin é geralmente avessa aos oligarcas, pois também trabalha em estreita colaboração com outros oligarcas, como é o caso de Roman Abramovich.
Esses confrontos também levaram Putin a estabelecer o controle sobre os meios de comunicação, antes de possuído pelos oligarcas. Em 2001 e 2002, o canal de televisão NTV (anteriormente pertecente a Gusinsky), TV6 e TVS (pertencentes a Berezovsky) foram tomadas por grupos de comunicações leais a Putin. Contratos semelhantes aconteceram com a mídia impressa..
O governo Putin exerce um controle significativo sobre os meios de comunicação sociais russos. Muitos editores e diretores estão dispostos a remover um artigo ou despedir um jornalista a um pedido informal da administração presidencial. Embora muitos dos problemas da era Iéltsin (como a guerra na Chechênia e as greves de pagamento de salários) ainda existem, agora os repórteres são "convidados" a ignorar ou minimizar, produzindo assim uma imagem positiva da Rússia.
A popularidade de Putin, que decorre de sua reputação como um líder forte e eficaz, permanece em contraste com a impopularidade de seu antecessor, mas depende de uma contínua recuperação econômica. Putin chegou ao poder em um momento ideal: após a desvalorização do rublo em 1998, que elevou a demanda por bens domésticos, enquanto os preços mundiais do petróleo cresciam. Com efeito, durante os sete anos de sua presidência, o PIB real cresceu em média 6,7% ao ano, a renda média aumentou 11% ao ano em termos reais, e um saldo positivo de forma consistente no orçamento federal permitiu que o governo cortasse 70% da dívida externa.  Portanto, muitos atribuíram a ele a recuperação, mas a sua capacidade para resistir a uma queda na economia não foi comprovada. Putin ganhou as eleições presidenciais russas de 2004, sem qualquer concorrente significativo.
No segundo mandato do Presidente Putin, a Rússia aumentou consideravelmente o seu prestígio internacional e da sua economia, retornando ao seu status tradicional de potência mundial abandonado na última década, apesar do potencial bélico se manter praticamente inalterado. Muitos oligarcas que tinham tomado posse dos imensos recursos nas mãos da ex-república soviética foram eliminados do cenário econômico, recuperando o capital do estado, especialmente no gigantesco setor de energia. Várias empresas de petróleo e gás foram nacionalizadas e racionalizadas como a Gazprom, e foi posta uma grande confiança no serviço da política ambiciosa do presidente.
Alguns pesquisadores afirmam que a maioria dos russos lamentam hoje a dissolução da União Soviética em 1991. Em várias ocasiões, incluindo Vladimir Putin - o sucessor nomeado por Boris Yeltsin - disse que a queda do governo soviético levou a poucos ganhos e muitos problemas para muitos cidadãos russos. Em um comício em fevereiro de 2004, por exemplo, Putin chamou o desmantelamento da União Soviética de uma "tragédia nacional em grande escala" que "apenas as elites e os nacionalistas aproveitaram". E acrescentou: "Acho que os cidadãos comuns da antiga União Soviética e o espaço pós-soviético não ganharam nada com isso. Ao contrário, as pessoas tiveram que enfrentar muitos problemas."
O prestígio internacional de Putin sofreu um duro golpe para o Ocidente durante a disputada eleição presidencial ucraniana de 2004. Putin visitou a Ucrânia duas vezes antes das eleições para mostrar seu apoio ao candidato pró-russo Viktor Yanukovych contra o líder da oposição, Viktor Yushchenko, um economista liberal pró-ocidental. Putin também parabenizou Yanukovich, seguido logo depois pelo presidente bielorrusso Alexander Lukashenko, pela sua vitória antes que os resultados da eleição fossem oficiais e fez declarações se opondo a uma segunda volta da disputada eleição, Yanukovich venceu, em meio a denúncias de fraude em grande escala. A segunda rodada foi finalmente repetida; Yushchenko venceu a etapa e acabou por ser declarado o vencedor em 10 de janeiro de 2005. No Ocidente, a reação à movimentação da Rússia, ou talvez interferência, na eleição ucraniana evocaram ecos da Guerra Fria, mas as relações com os EUA mantiveram-se estáveis.
Em 2005, o governo russo substituiu os grandes benefícios em espécie da era soviética, tais como transporte gratuito e subsídios para os grupos socialmente vulneráveis, através de pagamentos em dinheiro. A reforma, conhecida como monetização, tem sido impopular e causou uma onda de manifestações em várias cidades russas, com milhares de pessoas em protesto contra a perda de seus benefícios. Esta foi a primeira vez que protestos ocorreram durante o governo Putin. A reforma enfraqueceu a popularidade do governo russo, mas Putin ainda é popular, pessoalmente, com índice de aprovação de 77%.
Em 2008, a declaração de independência do Kosovo viu uma acentuada deterioração da relação da Rússia com o Ocidente. Também contribuiu a Guerra da Ossétia do Sul contra a Geórgia, que se seguiu à tentativa da Geórgia de retomar a região separatista da Ossétia do Sul. As tropas russas entraram na Ossétia do Sul e forçaram as tropas georgianas a retirada, estabelecendo seu controle sobre este território. No outono de 2008, a Rússia reconheceu unilateralmente a independência da Ossétia do Sul e da Abecásia.

## Governo de Dmitri Medvedev 2008-2012
Em 10 de dezembro de 2007, Dmitri Medvedev foi designado candidato às eleições presidenciais de 2008, pelos quatro partidos da coalizão de apoio a Vladimir Putin, presidente russo à época- Rússia Unida, Rússia Justa, Força Cívica e o Partido Agrário Russo, que têm a maioria da Duma.
Diferentemente de Putin, Medvedev não tem vínculo com o FSB, sucessora da KGB, nem é filiado a partido político, e se considera um liberal-democrata. É tido como um dos líderes da ala "liberal" do Kremlin, em oposição aos siloviki (exército, polícia e serviços secretos).
Durante seu governo, designou Putin para o cargo de Primeiro Ministro.
Medvedev ficou no poder até 2012, ano em que Putin foi eleito para assumir seu cargo

## O relacionamento da Rússia com o Ocidente
No primeiro período, após a Rússia tornar-se independente, a política externa russa repudiou o marxismo-leninismo como um guia de ação, enfatizando a cooperação com o Ocidente para resolver conflitos regionais e globais, e procurar ajuda econômica e humanitária do Ocidente para apoiar as reformas econômicas internas.
De qualquer modo, embora os líderes da Rússia, descreviam o Ocidente como seu aliado natural, tentaram resolver o nascimento de novas relações com os estados na Europa Oriental, formada a partir da desintegração da Iugoslávia. A Rússia se opôs à expansão da OTAN para ex-bloco soviético, na República Checa, Polônia e Hungria em 1997 e, particularmente, a segunda expansão da OTAN para os Países Bálticos em 2004. Em 1999, a Rússia se opôs ao bombardeio da OTAN a Iugoslávia durante mais de dois meses (ver: Guerra do Kosovo), mas esteve junta mais tarde com as forças de paz da OTAN nos Balcãs em Junho de 1999.
As relações com o Ocidente também têm sido marcadas pelas relações da Rússia com a Bielorrússia. O Presidente da Bielorrússia, Aleksandr Lukashenko, um autoritário líder estilo soviético, tem mostrado grande interesse em alinhar o seu país com a Rússia, e nenhum interesse em reforçar os laços com a OTAN e realizar reformas econômicas liberais. Um acordo de união entre a Rússia e a Bielorrússia foi constituído em 2 de abril de 1996. O acordo foi intensificado, tornando-se a União da Rússia e Bielorrússia, em 3 de abril de 1997. Em 25 de dezembro de 1998 a união foi reforçada, assim como em 1999.
Sob Putin, a Rússia criou laços com a República Popular da China pelo Tratado de Boa Vizinhança e Cooperação Amistosa, assim como pela construção de um oleoduto transiberiano adaptado às necessidades crescentes de energia na China.

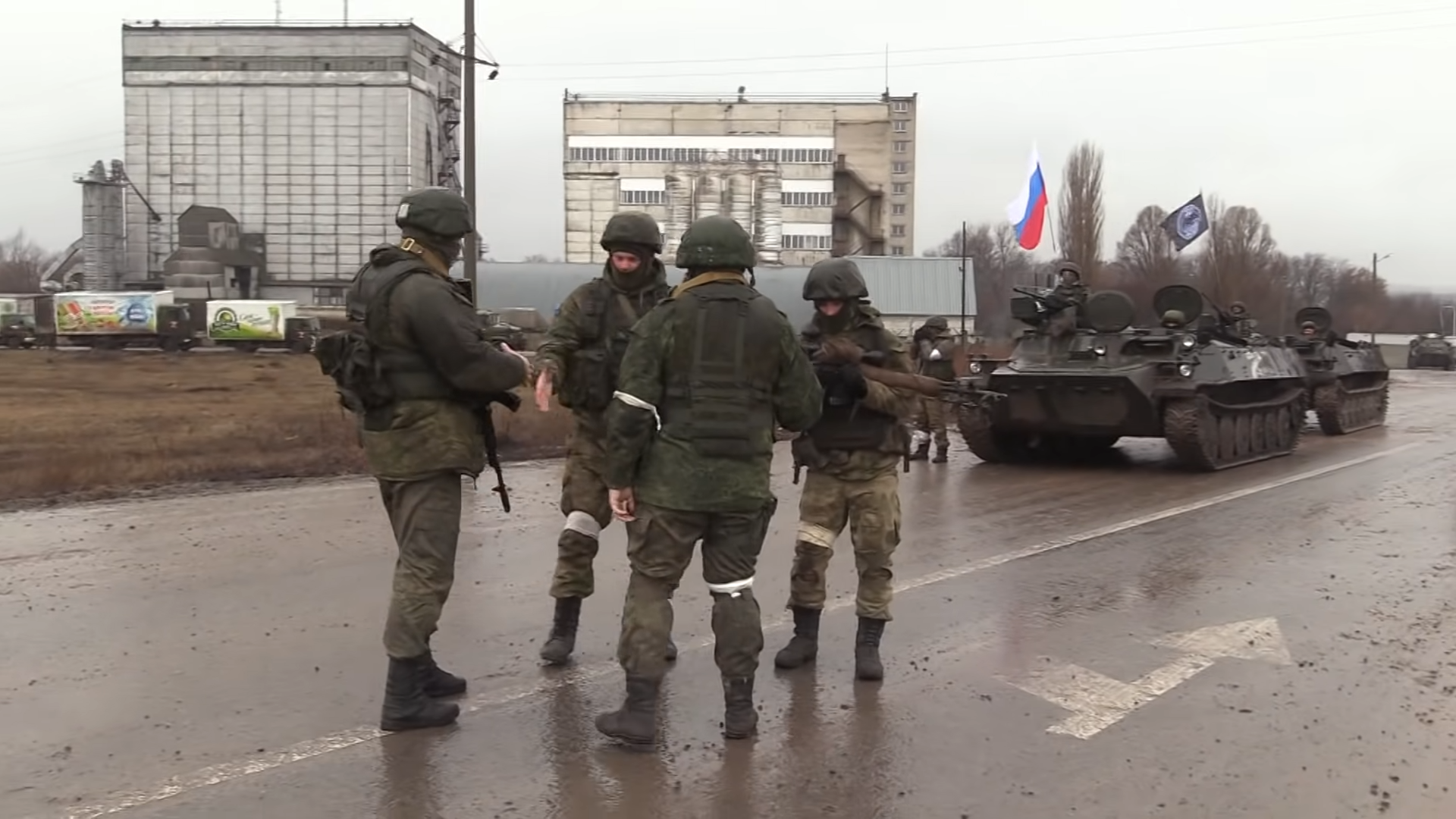
Militares russos combatendo na Ucrânia.

Em 24 de fevereiro de 2022, a Rússia lançou uma invasão militar de larga escala contra a Ucrânia, numa ação que descreveu como sendo uma "operação militar especial". A invasão foi condenada pela maioria da comunidade internacional, com enormes sanções sendo colocadas contra a Rússia, danificando sua economia. No final, a invasão acabou se arrastando numa sangrenta guerra de atrito, com os ucranianos resistindo ao avanço russo. Protestos dentro e fora da Rússia aconteceram contra a guerra, mas Moscou permaneceu irredutível em sua missão, afirmando estar defendendo seu território contra o expansionismo da OTAN.